# Marie-Madeleine de Vignerot
Marie-Madeleine de Vignerot, hertiginna av Aiguillon, född 1604, död 1675, var en fransk hovfunktionär och salongsvärd.  Hon var systerdotter till kardinal Richelieu och spelade en inflytelserik roll som värd för en salong under fronden, och som filantrop.